# 飛騨護國神社
飛騨護國神社（ひだごこくじんじゃ）は、岐阜県高山市にある神社（護国神社）である。
西南戦争から大東亜戦争（太平洋戦争）までの飛騨（高山市・飛騨市・下呂市・白川村）出身の戦没者を祀る。
戦前は、後の神社本庁設立母体となる３団体（大日本神祇会・皇典講究所・神宮奉斎会）の地方組織である「飛騨神職会」（現存）、「皇典講究分所飛騨支所」（1929年・昭和4年廃止）、「神宮奉斎会高山支部」（1945年・昭和20年解散）が併設されていた。

## 歴史
1879年（明治12年）4月21日、旧高山城三の丸跡地に神宮教中教院及び神道事務分局が創設され、伊勢神宮から天照皇大神の分霊を勧請して鎮座祭が執り行われ「中教院大神宮」と称した（現・飛騨大神宮の創祀）。また、祖霊殿を併設して飛騨国神道関係者、消防・警察・首長等の公務員殉職者、地域功労者（西南戦争戦歿者、飛騨工匠等）の神霊を祭祀した。1899年（明治32年）9月24日、神宮教の解散に伴い神宮奉斎会高山支部が設置され、中教院境内を「忠孝苑」と称するようになった。
1909年（明治42年）6月16日、中教院講堂を譲り受け、靖国神社から日清・日露戦争戦歿者の分霊を奉斎し、祖霊殿の祭祀神霊と合祀して私祭「飛騨招魂社」が設立された。設立者は永田吉右衛門（高山町長）ほか247名、崇敬者戸数は二万八十戸、例祭は毎年4月27日とされた。
1939年（昭和14年）4月1日に施行された「招魂社ヲ護國神社ト改称スルノ件」（昭和14年内務省令第12號）により「飛騨護國神社」と改称。同年11月に本殿が増築されて遷座祭が執り行われ、例祭は毎年5月3日、11月5日の春秋2回となった。第二次世界大戦後の1946年（昭和21年）10月30日に「飛騨神社」と改称したが、主権回復後に元の名に復した。1959年（昭和34年）10月、飛騨護国神社奉賛会が設立。1966年（昭和41年）12月22日に「社団法人飛騨護国神社奉賛会」が設立され（会長・高山市長）、2012年（平成24年）には一般社団法人に移行した。1980年（昭和55年）4月20日に社務所及び遺品館が竣工し、現在に至る。
飛騨護國神社は、全國護國神社會に加盟する主要護国神社52社のうち、唯一内務大臣の指定を受けていない指定外護国神社である。
なお、高山にゆかりのある軍神・広瀬武夫海軍中佐は祖霊殿に祀られている（飛騨出身者ではないため護国神社には合祀されていない）。1906年（明治39年）9月27日、城山公園の中佐平（号砲平）に、広瀬中佐の銅像が建って除幕式が行われた（発起人は高山煥章学校同窓生）。第二次世界大戦中の金属類回収令（昭和16年8月30日勅令第835號）により1943年（昭和18年）に供出。1967年（昭和42年）に特別寄進者の協賛により復元されている。

## 施設
普通、護国神社は軍人が軍靴のまま参拝できるように石畳の作りになっているところが多いが、飛騨護國神社は中教院講堂を使用しているため、畳敷きの拝殿となっている。
拝殿東側に、飛騨大神宮（元の中教院神殿）・祖霊殿・黄金神社の3社が鎮座する「忠孝苑合祭殿」、「久和司神社」（菓子の神）・「飛騨匠神社」（大工の神）が併設されている。他に、戦没者の遺品を展示する遺品館がある。

## 隣接神社
同一敷地にあるが、別法人のため境内社ではない。
飛騨大神宮
主祭神：天照皇大神、豊受大神、造化三神、天手力男神、迦具土神
1879年（明治12年）4月21日、「中教院大神宮」として創祀。1931年（昭和6年）、社殿を新築落成して「飛騨忠孝苑大神宮」と改称。1946年（昭和21年）2月9日、神社本庁に所属し、「飛騨大神宮」と改称。
黄金神社（おうごんじんじゃ）
主祭神：金山毘古神、金山毘売神
慶長年間の創祀。1641年（寛永18年）に金森氏の功臣・宮島平左衛門を、1646年（寛永23年）に茂住宗貞を相殿に合祀。1879年（明治12年）に村社に指定され、翌1880年（明治13年）に現在地へ移転。
久和司神社（くわしじんじゃ）
1956年（昭和31年）12月1日に現在地に創建。菓祖神・田道間守命を祀る中嶋神社の分社。
飛騨匠神社
工匠飛騨匠を祀る。飛騨国分寺境内にあった「木鶴堂」が1879年（明治12年）、高山大工組合（現・高山建築組合）により中教院に移されて飛騨匠神社となった。客神として大神宮に祀られるが、1961年（昭和36年）11月15日に現社殿が竣工し遷座。

## 祭事
- 春季例大祭（5月3日）
- 秋季例大祭（11月5日）
- みたま祭（8月14日・15日）
- 泣き相撲飛騨高山場所（第1回は2015年6月14日開催）

## 隣接神社の祭事
- 飛騨匠神社例大祭（1月2日）
- こがね講祭（1月11日）
- 黄金神社例大祭（6月5日）
- 久和司神社例大祭（6月下旬）
- 飛騨大神宮例大祭（10月17日）

## 近隣施設
- 城山公園（高山城址）
- 中野照蓮寺
- 福来博士記念館
- 高山市三町伝統的建造物群保存地区
- 飛騨高山まちの博物館

## 参考資料
- 飛騨護国神社・飛騨大神宮・黄金神社、岐阜県神社庁
- (42) 高山城郭の歴史、高山市文化財課